# Widerständiges Lernen
Das Konzept widerständigen Lernens, auch defensives Lernen  genannt, entstammt der subjektwissenschaftlichen Lerntheorie von Klaus Holzkamp und ist ein wichtiger Bestandteil der von Holzkamp mitbegründeten Kritischen Psychologie.
Defensives Lernen ist ein Lernen, was auch ohne Interesse am Lerngegenstand, und ohne eine auf diesen bezogene Lernmotivation, erfolgt. Es hat zum Ziel, eine Beeinträchtigung und Bedrohung der Lebensqualität des Lernenden abzuwenden.
Lernen wird in Holzkamps Ansatz als ein aktiver Prozess der Aneignung zur Orientierung in der gesellschaftlichen Umwelt verstanden. Durch die Entfremdung des Lernens unter anderem in der Schule werden die Lernbedürfnisse und -interessen der Schüler übergangen. Das schulische Lernen wird als eine Sonderveranstaltung gesehen, bei der die gesellschaftlichen Machtverhältnisse in der Klasse reproduziert werden. Dieser Entfremdung entziehen sich Schüler zum Beispiel, indem sie sich (zumindest gedanklich) entziehen, sich passiv verhalten, ihre eigene Meinung im Unterricht nicht äußern oder den Lehrern, entgegen ihrer eigenen Ansicht, nach dem Munde reden, um bloß ihre Ruhe zu haben.
Auch Phänomene wie das sehr schnelle Vergessen von auswendig gelernten Prüfungsinhalten nach der entsprechenden Prüfung werden auf das widerständige, dem Interesse des Subjekts nicht entsprechende Lernen zurückgeführt.
Am Beispiel der antirassistischen Erziehung führt Holzkamp aus, wie gutgemeinte Ansätze in den beschriebenen Verhältnissen unter Umständen zum Gegenteil führen, wenn die Schüler sich gezwungen sehen, sich dieser Form der Fremdbestimmung zu unterwerfen.
Das Gegenkonzept zum widerständigen Lernen ist das expansive Lernen. Hier stößt die lernende Person von sich aus auf Grenzen in ihrem Handeln, etwa kann sie sich in einer fremden Sprache nicht verständigen. Aus dieser Handlungsproblematik wird eine Lernproblematik, wenn die Person aus ihrem eigenen Interesse heraus nun zu einer Lernhandlung übergeht und sich neue Kenntnisse erschließt – in unserem Beispiel etwa durch einen Sprachkurs. Ist die Lernschleife erfolgreich vollzogen, hat die lernende Person durch ihre neuen Kenntnisse an Handlungsfähigkeit gewonnen, also expansiv ihre eigenen Handlungsspielräume erweitert. Da das Konzept des expansiven Lernens vom begründeten Eigeninteresse des lernenden Menschen ausgeht, wendet es sich gegen die vorherrschenden Motivationstheorien, die eine fremdbestimmte Motivierung von außen anstreben. Expansives Lernen ist nur möglich, wenn der oder die Lernende die Sinnhaftigkeit des Lernziels einsieht und für sich übernimmt.